# Трезиняна
Трезиня̀на (на италиански: Tresignana) е община в Северна Италия, провинция Ферара, регион Емилия-Романя. Административен център на общината е градче Трезигало (Tresigallo), което е разположено на 4 m надморска височина. Населението на общината е 7140 души (към 2019 г.).
Общината е създадена в 1 януари 2019 г. Тя се състои от предшествуващите общини Трезигало и Форминяна.